# Knickpunkt (Seismik)

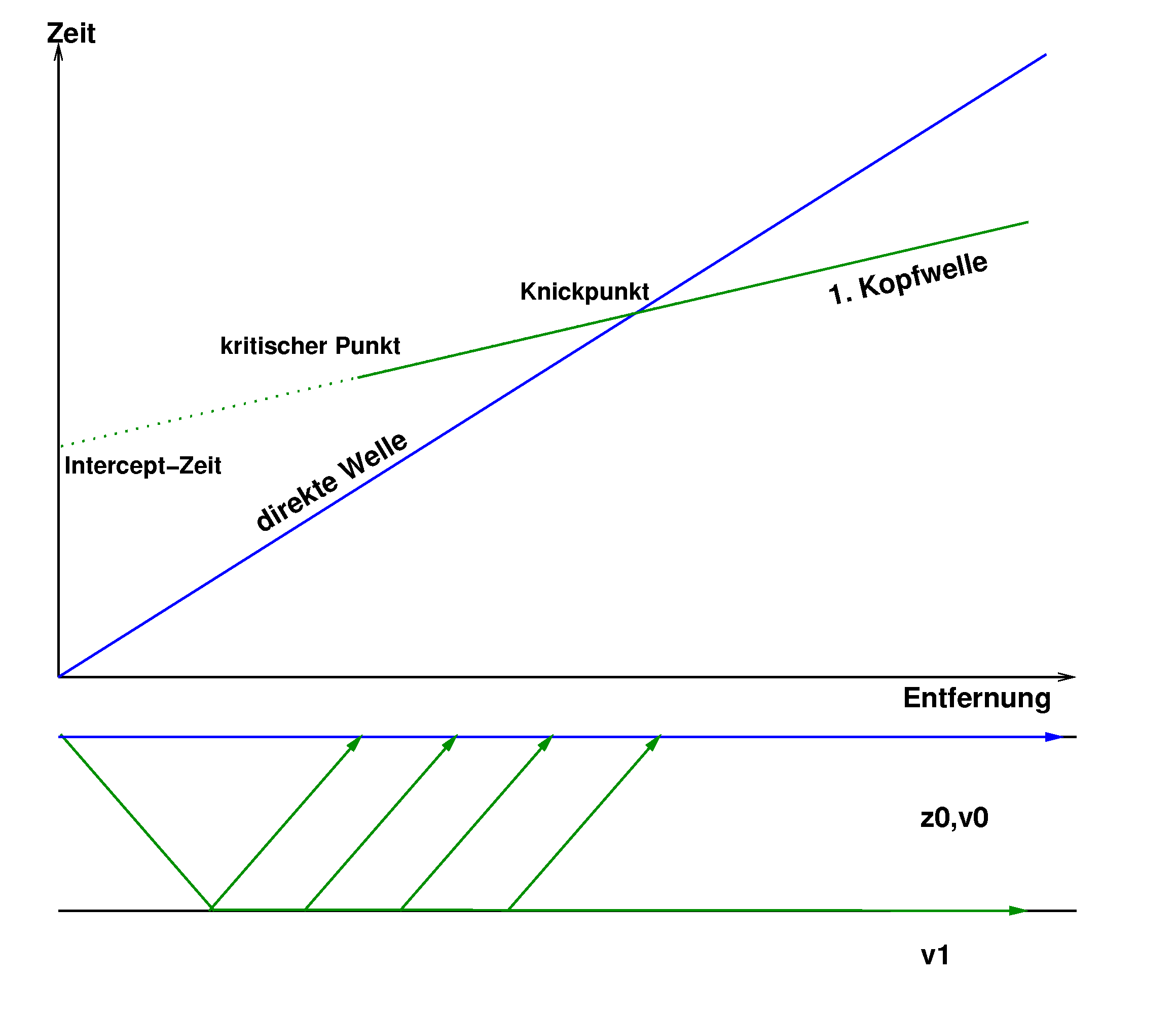
Schematisches Beispiel eines 2-Schichtfalls in der Refraktionsseismik. Blau kennzeichnet die direkte Welle, grün die refraktierte oder Kopfwelle.

Als Knickpunkt wird in der Refraktionsseismik der Schnittpunkt der Laufzeitkurven von direkter und Kopfwelle im Laufzeitdiagramm bezeichnet. Während die direkte Welle sich mit der Geschwindigkeit v0 der obersten Schicht fortpflanzt, breitet sich die Kopfwelle mit der Geschwindigkeit v1 der darunterliegenden Schicht entlang der Grenzfläche aus. 
Der Knickpunkt {\displaystyle x_{k}} ist der Ort, an dem die Kopfwelle die direkte Welle „überholt“, da sie sich mit der größeren Geschwindigkeit bewegt. An einem Messpunkt, der von der Quelle der seismischen Energie weiter entfernt ist als der Knickpunkt, wird also die Kopfwelle als Ersteinsatz aufgezeichnet. Die Entfernung wird als Knickpunkt-Entfernung oder Überholentfernung bezeichnet. In der Praxis wird die Geradensteigung und damit die Geschwindigkeit der refraktierenden Schicht erst für Entfernungen {\displaystyle x>x_{k}} bestimmt. Es gilt:
{\displaystyle x_{k}=2z_{0}{\frac {\sqrt {v_{1}+v_{0}}}{\sqrt {v_{1}-v_{0}}}}}
mit
- Mächtigkeit {\displaystyle z_{0}} der oberen Schicht
- seismische Geschwindigkeit {\displaystyle v_{0}} der direkten Welle (oberste Schicht)
- seismische Geschwindigkeit {\displaystyle v_{1}} der Kopfwelle (darunterliegende Schicht).